# Deutsche Film AG
ДЕФА (DEFA, «Deutsche Film AG», Deutsche Film-Aktiengesellschaft) — провідна кіностудія НДР. На студії знімалися пропагандистські і художні фільми. Всього на кіностудії НДР було знято більше 700 художніх і 160 дитячих фільмів. Фільм «Якоб-брехун», знятий на студії у 1974 році, був номінований на премію «Оскар» як найкращий фільм іноземною мовою.

## Передісторія студії

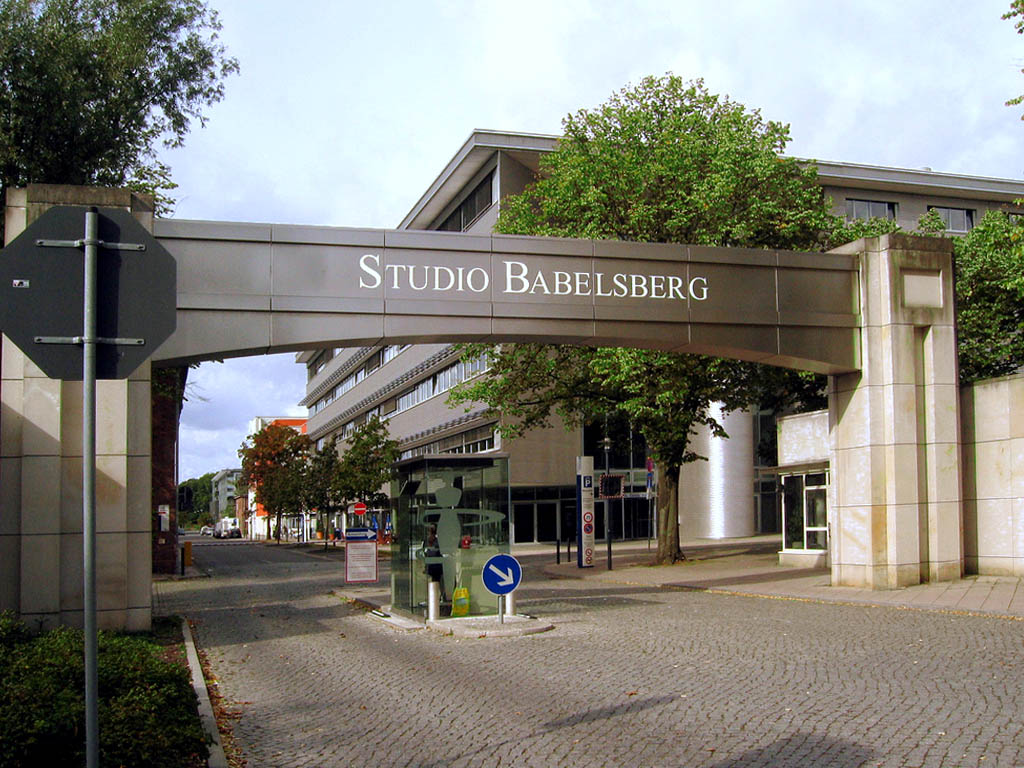
Кіностудія в Бабельсберзі, 2006

Історія кіностудії бере початок з 1910 року. Нова студія отримала назву «Кіностудія Бабельсберг» (нім. Filmstudio Babelsberg) (див. Бабельсберг) і стала однією з найбільших студій у Європі того часу. Першим фільмом кіностудії стала стрічка «Танець мертвих».
У 1917 році на базі студії було організовано акціонерне товариство «UFA: Універсум Фільм Акціенгезельшафт». Одним з його засновників виступив рейхсвер, що планував випуск пропагандистських фільмів. Після поразки Німеччини в Першій світовій війні кіностудія довгий час не функціонувала.
У 1926 році в Бабельсберзі будується новий знімальний павільйон. Першим власником кінофабрики стає режисер Фріц Ланг. У 1930 році на студії було знято перший звуковий фільм «Блакитний ангел».
З приходом до влади в Німеччині НСДАП студія знаходиться під контролем міністра пропаганди Йозефа Геббельса і стає одним з центрів кіноіндустрії Третього рейху. Під контролем нової влади на студії знімаються, головним чином, музичні комедії з Марікою Рьокк, а також пропагандистські фільми про «нову Німеччину».

## ДЕФА в НДР
У 1945 році студія, що знаходиться в радянській зоні окупації, отримує назву «DEFA». Одним з перших документальних фільмів, знятих на ДЕФА, був фільм «Табір смерті Заксенгаузен». Через деякий час студія приступає до фільмування художніх фільмів. Спочатку студія спеціалізувалася на фільмах про німецьких антифашистів, а також серіалах про життя Ернста Тельмана та інших діячів комуністичної Німеччини.
Кіностудія також бере участь у спільних зніманнях з іншими кіностудіями соціалістичних країн. Зокрема, спільно з радянськими кіностудіями був знятий фільм «П'ять днів, п'ять ночей» (1960).
У 1962 року DEFA приступає до виробництва так званих «індіанських фільмів» (нім. Indianerfilme). Тут знімаються: «Віннету — вождь апачів», «Сини Великої Ведмедиці», «Чингачгук — Великий Змій», «Слід Сокола». Здобувають популярність актори П'єр Бріс і Гойко Мітіч. «Індіанська» тема на DEFA використовувалася кіностудією до 1988 року, коли був знятий останній фільм з цієї серії — «Мисливці у преріях Мексики».
Серед фільмів, знятих на напівдержавній студії ДЕФА, також були:
- 1946: «Вбивці серед нас» (перший німецький післявоєнний художній фільм)
- 1951/55: дилогія про Ернста Тельмана «Тельман — син свого класу» (1951), «Тельман — вождь свого класу» (1955),
- 1960: «П'ять патронних гільз» (про громадянську війну в Іспанії)
- 1963: «Російське диво»
- 1964: «Прелюдія 11» (про невдалу спробу зробити контрреволюцію Кубі)
- 1964: «Розколоте небо» (знятий по роману відомої німецької письменниці Крісти Вольф)
- 1965: «Пригоди Вернера Хольта»
- 1968: «Мені було дев'ятнадцять»
- 1969: «На шляху до Леніна»
- 1971: «Гойя, або Тяжкий шлях пізнання»
- 1972: «Справа про вбивство Цернік»
- 1972: «Соломея»
- 1973: «Легенда Пауля і Паули»
- 1973: «Три горішки для Попелюшки»
- 1974: «Якоб-брехун»
- 1976: «У пилі зірок»
- 1977: «Мамо, я живий»
- 1989: «Камінґ-аут»

У числі найбільш помітних східнонімецьких режисерів, що працювали на ДЕФА, були Конрад Вольф, Франк Байєр; серед акторів — Манфред Круг, Армін Мюллер-Шталь, Катарина Тальбах, Ангеліка Домрезе, Ернст Буш, Фріц Діц, Катрін Мартін і інші.
За роки свого існування студія ДЕФА випустила понад 750 ігрових картин; великий підйом спостерігався в документалістиці і дитячому кіно.

## Реорганізація студії
Після об'єднання НДР і Західної Німеччини припинилося державне фінансування студії. У 1991 році студію було закрито, а її майно передане в розпорядження опікунського відомства ФРН, що займалося приватизацією держмайна колишньої НДР. У 1992 році майно студії було придбане французьким концерном «Compagnie Générale des Eaux». Студії було повернено колишню назву — UFA.
У 2001 році на оновленій студії був знятий найдорожчий європейський фільм — «Ворог біля воріт». У 2002 році Роман Полянський на UFA зняв фільм «Піаніст».